# A-Rosa Silva
Die A-Rosa Silva ist ein Flusskreuzfahrtschiff, welches seit der offiziellen Indienststellung am 3. Juli 2012 für Flusskreuzfahrten auf Rhein, Mosel, Main, Main-Donau-Kanal und Donau unter deutscher Flagge unterwegs ist. Das Flussschiff trägt, wie auch die übrige Flotte, den Unternehmensnamen 'A-ROSA' der A-ROSA Flussschiff GmbH im Namen. Sein baugleiches Schwesterschiff, die A-Rosa Flora, wurde 2014 in Dienst gestellt.

## Geschichte

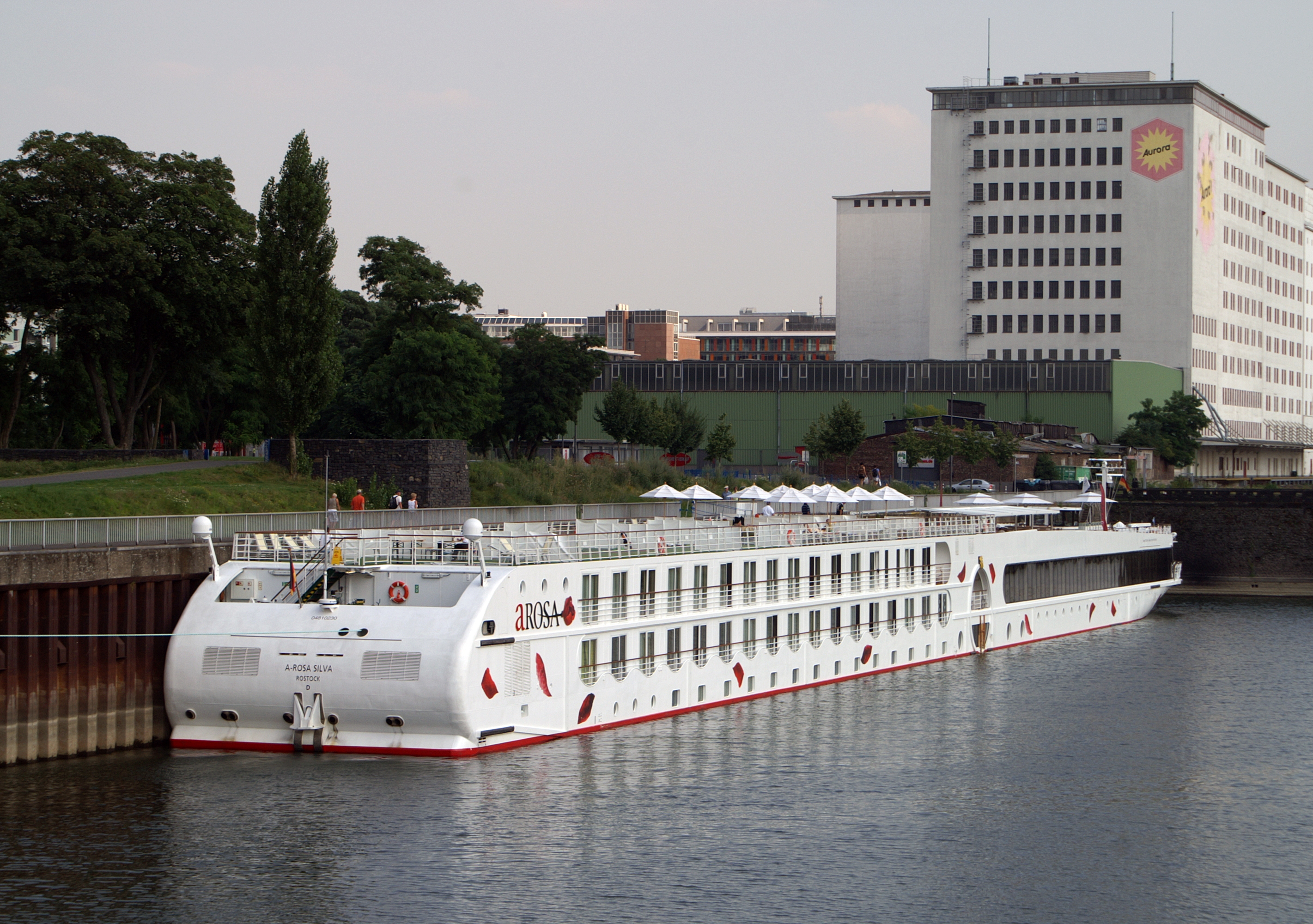
Heckansicht

Kurz vor der Fertigstellung der A-Rosa Brava beauftragte die A-ROSA Flussschiff GmbH am 14. Februar 2010 die Neptun-Werft in Rostock-Warnemünde mit dem Bau von zwei baugleichen Kabinenfahrgastschiffen die für den Einsatz auf Donau, Main, Mosel und Rhein geeignet sein sollten. Besonders die geringen Schleusenmaße und Brückenhöhen des Main-Donau-Kanals mussten bei der Konstruktion berücksichtigt werden. Zusätzlich sollte das Schiff so ausgestattet sein, dass sich die Fahrgäste auch bei langen Kreuzfahrten von Amsterdam bis zum Donaudelta an Bord wohlfühlen können. Deshalb entschied sie die Reederei für eine größere Variante der beiden 2005 gebauten in Frankreich verkehrenden Schwesterschiffe A-Rosa Luna und A-Rosa Stella  mit zweieinhalb Passagierdecks.
Die Kiellegung erfolgte am 4. November 2011. Durch schlechte Wetterverhältnisse im Winter verzögerte die Auslieferung des Schiffs um zwei Wochen, sodass A-Rosa Silva erst in der zweiten Junihälfte mit eigener Kraft über Ostsee, Nord-Ostsee-Kanal, Nordsee, IJsselmeer und bis nach Amsterdam fahren konnte. Die bruchgefährdeten Teile wurden zur Sicherheit für den Transfer mit Holzverkleidungen geschützt. Anschließend erfolgte die Endausstattung des Schiffs. Die eigentlich für den 15. Juni geplante feierliche Taufe am Anleger 5 der Vriessevemkade in Amsterdam fand am 2. Juli 2012 statt. Taufpatin war Sonja Dreisow, die Ehefrau von Jörg Dreisow, dem Geschäftsführer des Mehrheitsgesellschafters von A-Rosa, Waterland.
Am 3. Juli 2012 ging das Schiff unter dem Kommando von Kapitän Joachim Schlenther auf Jungfernreise nach Basel; es wurde im Herbst 2012 auf den Strecken Frankfurt am Main – Straßburg und Nürnberg – Regensburg eingesetzt.

## Ausstattung
Die A-Rosa Silva ist das erste Schiff der „A-Rosa Flussschiff“, das über Suiten und Juniorsuiten, als Akzent zu den regulären Außenkabinen, verfügt. Den Fahrgästen zur Verfügung stehen unter anderem zwei Restaurants, zwei Cafe-Bars, Finnische Sauna, Dampfsauna im modernen Spa-Bereich sowie Außenpool.

## Bilder

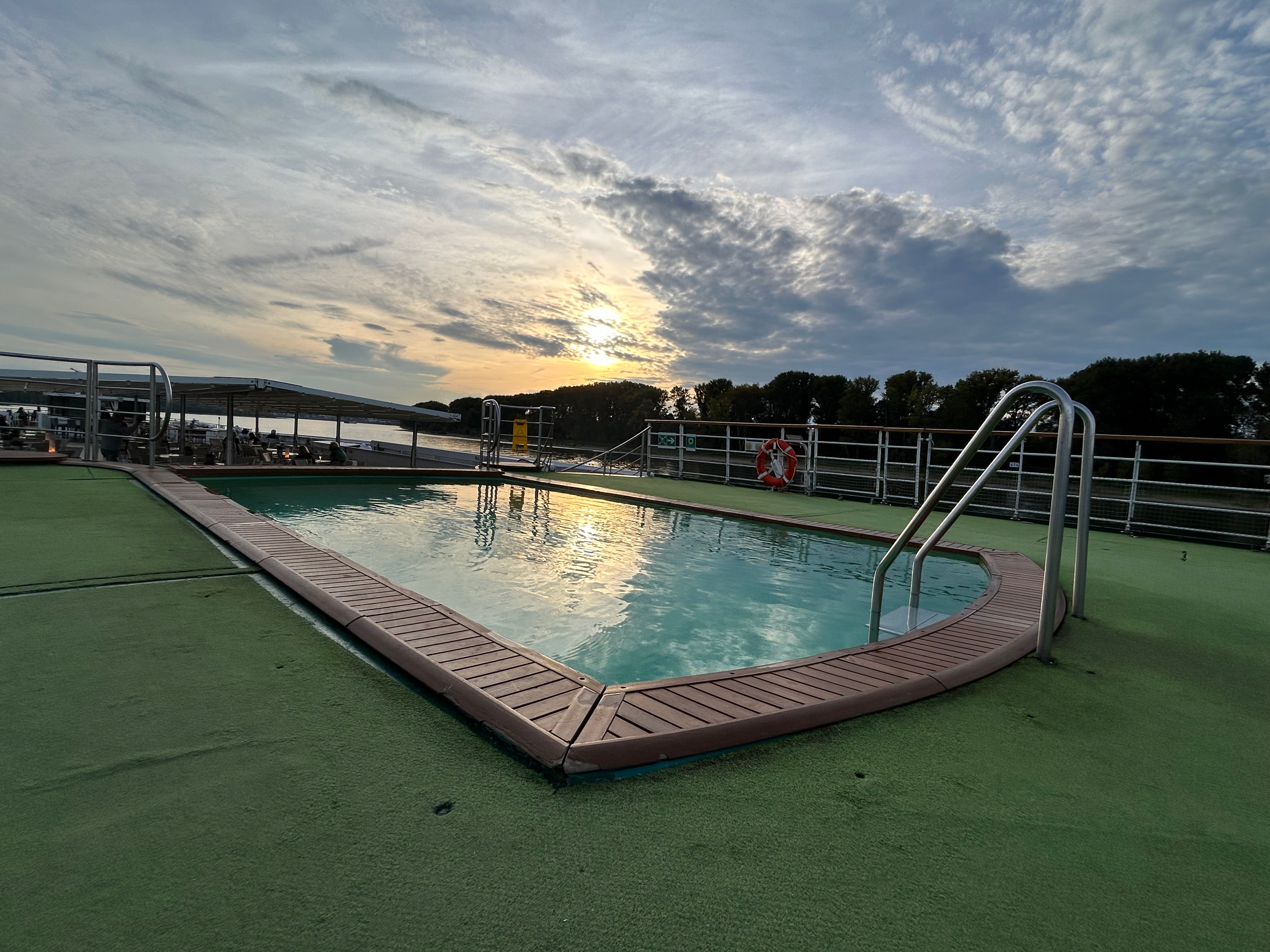
Außenpool
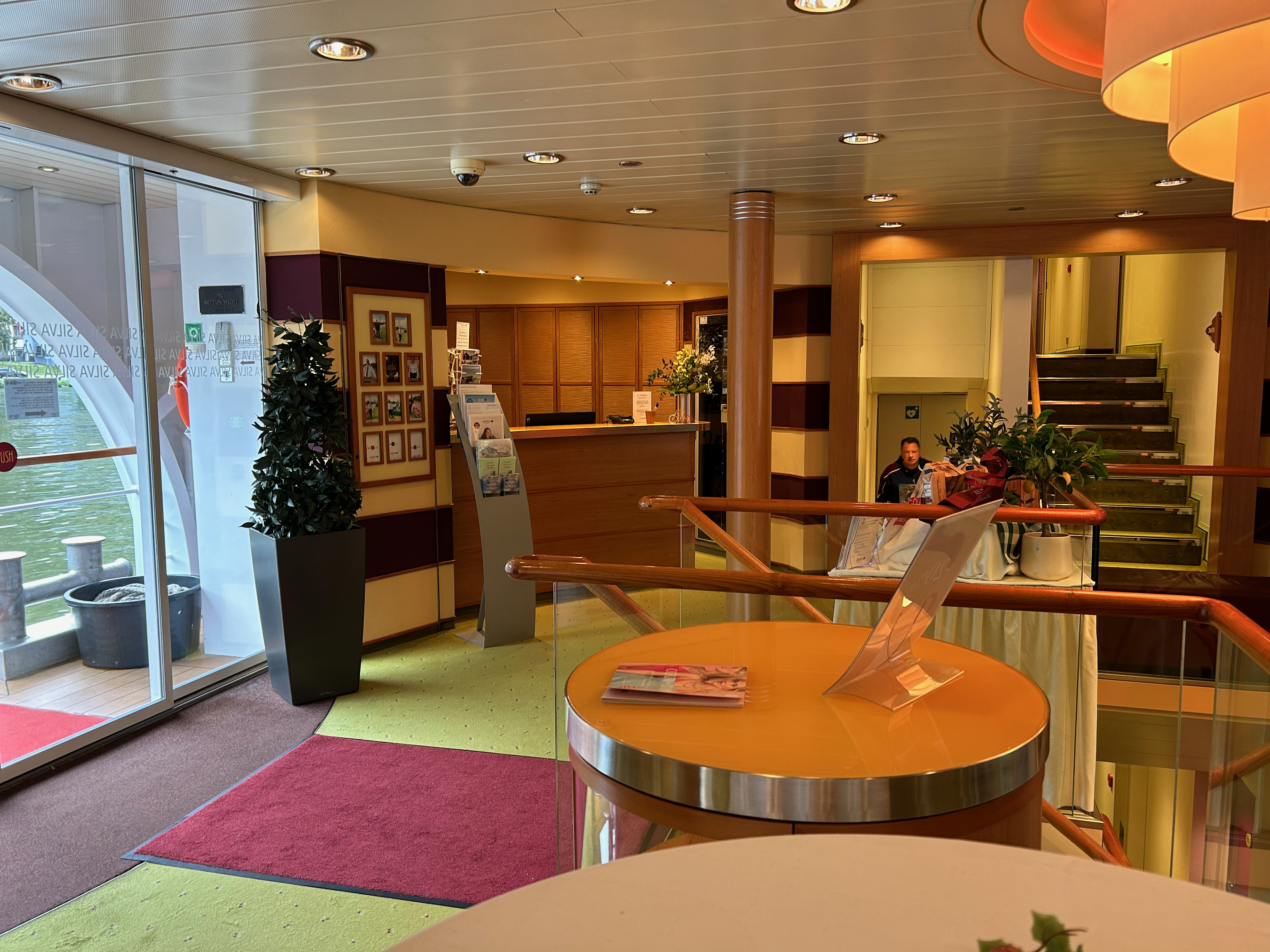
Empfang
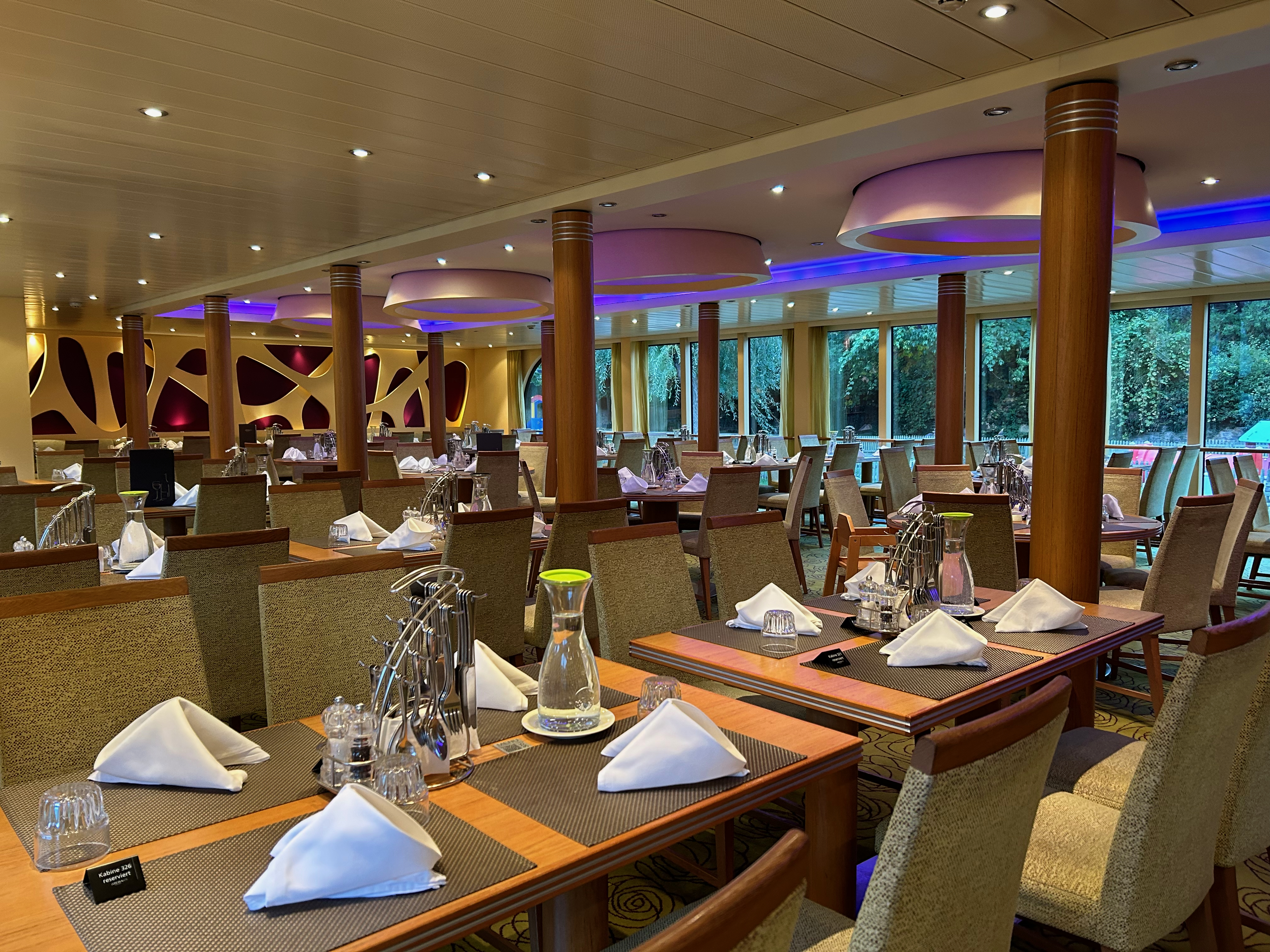
Esssaal
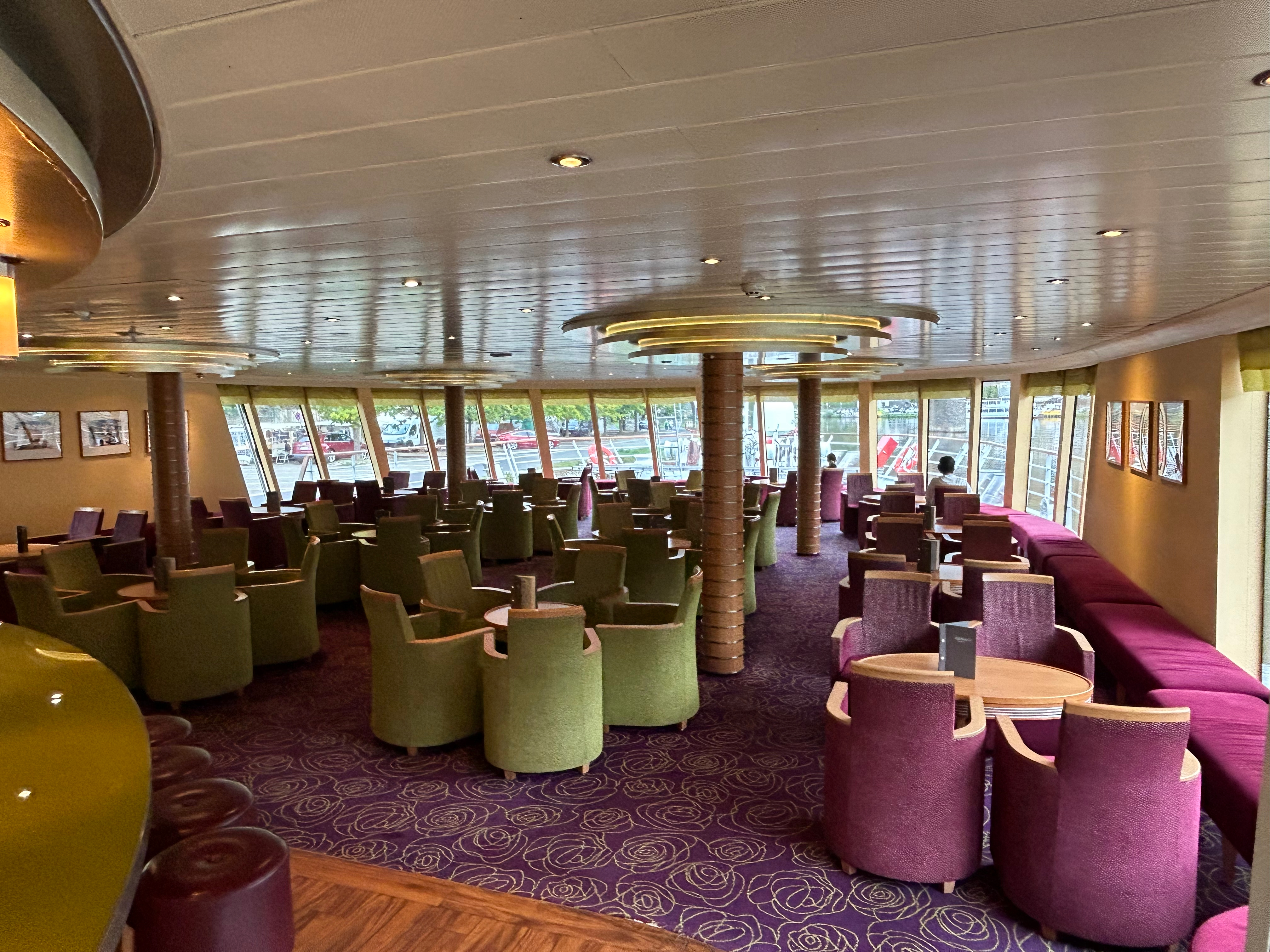
Lounge

## Technik
Die A-Rosa Silva  wird von vier Dieselmotoren Volvo Penta D12-450MH(KC) über vier Schottel-Ruderpropeller STP 200 mit Twin-Propellern angetrieben, zusätzlich verfügt das Schiff über eine Bugstrahlanlage vom Typ Pump Jet-SPJ 82 von Schottel, die mit einem 400 kW starken Dieselmotor angetrieben wird. Das Schiff ist 135 m lang und 11,40 m breit. Der Tiefgang wird mit 1,60 m bei Normallast angegeben, die Höhe über Wasser mit 6,00 m. Durch Absenken von Steuerhaus, sowie Umlegen von Geländern und Sonnensegel kann die Höhe für Fahrten auf Gewässern mit niedrigen Brückendurchfahrten, verringert werden.